# Al-Warba
al-Warba (arabisch جزيرة الوربة, DMG Ǧazīrat al-Warba; häufig auch ohne Artikel Warba) ist eine kuwaitische Insel am Nordwestende des Persischen Golfes im Mündungsgebiet des Schatt al-Arab. al-Warba liegt etwa 100 Meter östlich des kuwaitischen Festlandes, 1,5 km nördlich der Insel Bubiyan und einen Kilometer südlich des irakischen Festlandes. al-Warba ist etwa 15 km lang, 5 km breit und hat eine Oberfläche von 37 km². Die flache Schwemmlandinsel gehört administrativ zum Gouvernement al-Dschahra.
Die Insel verfügt über keine ständigen Bewohner, jedoch befindet sich auf ihr ein Posten der Küstenwache, M-1. 
Bis 1994 war al-Warba aufgrund seiner strategisch bedeutsamen Lage zwischen Kuwait und dem Irak umstritten. 1994 stimmte der Irak dem Grenzziehungsvorschlag des UN-Sicherheitsrates zu.